# کارل لودویگ کخ
کارل لودویگ کخ (انگلیسی: Carl Ludwig Koch) دانشمند در زمینه حشره‌شناسی و عنکبوتی‌شناسی اهل کنفدراسیون راین بود.